# Rhabdodontium
Rhabdodontium là một chi rêu trong họ Pterobryaceae.